# ريتشارد جونسون (لاعب دوري الرغبي)
ريتشارد جونسون (بالإنجليزية: Richard Johnson)‏ هو لاعب دوري الرغبي بريطاني، ولد في 19 ديسمبر 1985 في أولدم في المملكة المتحدة.